# Вернигоренко, Иван Григорьевич
Ива́н Григо́рьевич Верниго́ренко (19 сентября 1918 — 26 января 1984) — Герой Советского Союза, командир отделения 78-го гвардейского стрелкового полка 25-й гвардейской стрелковой дивизии (6-я армия Юго-Западного фронта), гвардии старший сержант.

## Биография
Родился в селе Скоблик (ныне в Новоодесском районе Николаевской области Украины) в крестьянской семье. Украинец.
Окончил школу, работал в колхозе.
В Красной Армии с 1938 года. Участник Великой Отечественной войны с 1941 года.
Командир отделения 78-го гвардейского стрелкового полка (25-я гвардейская стрелковая дивизия, 6-я армия, Юго-Западный фронт) гвардии старший сержант Иван Вернигоренко 2 марта 1943 года в составе взвода из двадцати пяти человек, под командованием гвардии лейтенанта Широнина П. Н. сражался с превосходящими силами вражеской пехоты, поддержанной тридцатью пятью танками, у железнодорожного переезда на южной окраине села Тарановка (ныне — Змиевского района Харьковской области Украины).
Взвод гвардейцев-широнинцев удержал позиции, уничтожив шестнадцать танков противника и свыше ста гитлеровцев.
В этом, вошедшем в историю Великой Отечественной войны, бою гвардии старший сержант Вернигоренко Иван Григорьевич был тяжело ранен.
Указом Президиума Верховного Совета СССР «О присвоении звания Героя Советского Союза начальствующему и рядовому составу Красной Армии» от 18 мая 1943 года за  «образцовое выполнение боевых заданий командования на фронте борьбы с немецкими захватчиками и проявленные при этом отвагу и геройство» удостоен звания Героя Советского Союза с вручением ордена Ленина и медали «Золотая Звезда».
В 1943 году в связи с ранением Иван Григорьевич Вернигоренко был демобилизован. Работал на восстановлении шахт Донбасса, трудился в Новошахтинске (Ростовская область) на шахте имени газеты «Комсомольская правда», руководил колхозом на родине. Жил в Харькове. Член КПСС с 1952 года.
Заслуженный ветеран скончался 26 января 1984 года. Похоронен в Тарановке.

## Интересные факты
Когда в 1981 году Южным морским путём в залив Советская Гавань прибыл большой автономный траулер морозильщик (БАТМ) «Герои Широнинцы», построенный в 1980 году на судостроительном заводе «Черноморец» в городе Николаев Одесской области Украины, то осенью 1981 года на встречу с рыбаками траулера приехал Герой Советского Союза Вернигоренко И. Г., который выступил перед собравшимися и рассказал им о подвиге своих боевых товарищей.
На БАТМе был устроен небольшой музей, где хранились часы Героя Советского Союза Василия Танцуренко, гильза с места боёв, где погибли Герои, Указ Президиума Верховного Совета СССР о присвоении гвардейцам-широнинцам звания Героя Советского Союза, их фотографии.

## Память
- И. Г. Вернигоренко был зачислен в состав экипажа БАТМ «Герои-широнинцы».

## Награды
- Награждён орденом Ленина, медалями.